# Конзервапедија
Конзервапедија (енгл. Conservapedia) је блог/вики пројекат енциклопедије на енглеском језику, чији чланци одражавају гледиште конзервативног хришћанства у САД. У чланцима на конзервапедији, између осталог, пропагира се креационизам, оспорава се Ајнштајнова теорија релативности, хипотезе о повезаности абортуса са раком дојке приказују се као доказане теорије.
Оснивач конзервапедије је адвокат и учитељ Ендру Шлафли, син конзервативне активисткиње Филис Шлафли. Шлафли је, по властитом признању, једно вријеме био уредник википедије, али је наводно схватио да на википедији постоји „либерална пристрасност“ међу уредницима. До овог закључка дошао је након што су други уредници уклањали његове измјене у контроверзном чланку о учењу еволуције у школама у Канзасу.
Конзервапедија је од свог оснивања дошла под удар критике либералних и конзервативних кругова, због пристрасности и нетачних информација у чланцима, међутим, други су на конзервапедију гледали као на извор доброг хумора и забаве.

## Оснивање
Конзервапедија је основана у новембру 2006. Шлафли је на идеју да покрене конзервапедију дошао након што је прочитао рад једног од својих ученика у коме су за означавање година кориштени изрази „прије нове ере“ и „нове ере“ (на енглеском BCE и CE), умјесто „прије Христа“ и „после Христа“ (на енглеском BC и AD) како је он сматрао да треба. Први чланци на конзервапедији потичу од 22. новембра 2006. Крајем 2010, конзервапедија је имала нешто више од 34.000 чланака. Један од најпосјећенијих чланака је „Примјери пристрасности на википедији“ (engl. Examples of Bias in Wikipedia) у којем су набројани примјери наводне либералне пристрасности и грешака у википедијиним чланцима.

### Тачке гледишта
Конзервапедија заступа следеће ставове:
- Библијски литераризам, стављајући Стари завет испред учења Исуса Христа.‎
- младоземаљски креационизам
- борбу против хомосексуалности[7]
- борбу против абортуса[8]
- борбу против сексуалног образовања у школама[9]
- подршка смртној казни
- негирање глобалног загревања[10]
- борба против контроле животне средине
- борба против ислама (осим у тачкама које се тичу хомосексуалности и прељубе)
- подршка Израелу
- борба против јавних школа
- борба против универзалне здравствене заштите
- борба против контроле оружја[11]
- борба против вакцинисањае[12]
- брањење тресења беба[13]
- борба против минималне зараде
- подршка образовању код куће (религиозног)[14]
- борба против Демократске странке, Индепендистичке странке и Зелене странке
- борба против социјализма, комунизма и анархизма

Најновији пројекат конзервапедије је писање „конзервативне библије“, како би се из садашње библије уклонили наводни „либерални додаци“. Једно вријеме је у чланку о Бараку Обами стајала и информација да је он прикривени муслиман.

### Цензура
На конзервапедији је дуго времена било забрањено правити чланке о полним органима, што је довело до ситуације да Конзервапедија поседује дугачке чланке зашто жена не би требало да абортира, а ништа о органима који доводе до трудноће. Ово је последица чињенице да су њихова циљана група деца у школском узрасту, која би по њима требало да буду заштићена од таквог знања.
Такође, администратори не помињу или уклањају делове чланака да су многи конзервативни политичари имали либералне ставове о неким питањима. Тако чланак о Барију Голдвотеру, дугогодишњем америчком републиканском сенатору и предводнику америчког конзервативизма, игнорише чињеницу да је он чврсто подржавао абортус, да није подржавао избацивање хомосексуалаца из америчке војске, да је био у добрим односима са демократом Џоном Кенедијем и да је пред крај живота био жестоки критичар утицаја хришћанске деснице на Републиканску странку.

## Начин рада

### Конзервапедијинезаповијести
Основне смјернице за рад на конзервапедији називају се „конзервапедијине заповијести“ (engl. Conservapedia Commandments). Заповијести налажу да све што се напише на конзервапедији мора да буде истовремено истинито и провјерљиво. Једна од основних заповијести је да се не смије копирати садржај са википедије. Све измјене морају бити породично-пријатељске (engl. family-friendly), чисте, концизне, и не смију садржавати оговарања и псовке. Када се означавају године у историјским чланцима увијек се мора користити „прије Христа“ и „после Христа“ (на енглеском BC и AD) а никако „прије нове ере“ и „нове ере“ (на енглеском BCE и CE). „Непродуктивно“ уређивање као што је 90% на страницама за разговор и само 10% у чланцима може резултовати блокирањем налога. Постоје још и заповијести које регулишу цитирање извора, рекламирање итд. Администратори имају дискрецију да дјелују по питањима која нису регулисана у заповијестима.
Поред заповијести постоји још један број упутстава, то су:
- Смјернице
- Приручник стила
- Конзервапедија:Ауторска права
- Ауторска права
- Јавни домен
- Поштена употреба
- Конзервапедија:Како се конзервапедија разликује од Википедије
- Конзервапедија:Толеранција

### Ноћно уређивање
Уређивање конзервапедије онемогућено је анонимним корисницима током цијелог дана. Међутим, ни прјављени корисници не могу уређивати конзервапедију у било које вријеме. Администратори имају могућност да закључавањем базе ограниче уређивање свих чланака на одређене групе корисника. То су обично администратори и корисници са посебним уређивачким правима, односно они који су се „добро показали“. Овакво закључавање дешава се редовно преко ноћи (по источном времену, EST).

### Разлике у односу на Википедију
За разлику од Википедије, где је администраторима забрањено да закључавају странице тако да само они могу да их уређују, на Конзервапедији су најчитанији чланци као што су еволуција, примери пристрасности на Википедији, атеизам, Џорџ В. Буш и хомосексуалност закључани месецима и годинама тако да их само администратори уређују.

## Критике
| „                        | „Конзервапедија, као што јој само име говори, не претендује да буде објективна. Она не претендује да буде избалансирана. Она претендује да код вас створи утисак да увијек постоји друго, једнако валидно тумачење чињеница.“ | ” |
| — Конор Кларк, Гардијан, | |   |

Тајм магазин је у чланку од 13. јануара 2011. назвао конзервапедију  можда најзабавнијом алтернативном вики енциклопедијом:
| „ | Али можда је најзабавнија алтернативна вики конзервапедија, која себе дефинише као „конзервативну, породично-пријатељску вики енциклопедију“, и која своје смјернице за сараднике назива „заповијестима“ | ” |

### Полемика са Ричардом Ленским
Часопис New Scientist је 9. јуна 2008. објавио чланак о дугорочном експерименту еволуције Ешерихије коли професора Ричарда Ленског, који је објавио да је ова бактерија развила способност да метаболизира цитрат. Шлафли је путем електронске поште контактирао Ленског захтевајући податке о експерименту. Ленски је објаснио да су сви подаци већ објављени у часопису и да је Шлафли фундаментално лоше схватио чланак. Шлафли је поново писао и захтевао податке. Ленски је поново одговорио да су релевантни подаци већ у чланку, а да су „сирови подаци“ саме бактерије, које ће он добровољно делити са квалификованим истраживачима са прописно опремљеним биолошким лабораторијама, и да је увређен писмима и коментарима на Конзервапедији, који су били увредљиви, попут тврдње да се ради о обичној превари. Новине Дејли телеграф су касније назвале Ленскијеве одговоре једним од највећих и најсвеобухватнијих осрамоћивања у научним расправама.
О овом разговору, забележеном на Конзервапедијиној страници Дијалог са Ленским, се нашироко извештавало на блоговима и сајтовима за прикупљање вести. Кар Зимер је написао да је било очигледно да се Шлафли није ни помучио да прочита Ленскијев чланак пажљиво, ПЗ Мејерс је критиковао Шлафлија због тражења података без плана како да их искористи и стручности да их анализира. Током и после дијалога са Ленским, неколико чланова Конзервапедије је блокирано због непослушности, и због неслагања са Шлафлијевим ставом поводом овог питања.
Дијалог Ленског и Конзервапедије је забележен у књизи Ричарда Докинса The Greatest Show on Earth: The Evidence for Evolution у одломку који се тиче Ленскијевог истраживања.

## 
У априлу 2007. Питер Липсон, доктор интерне медицине, је упорно покушавао да измени Конзервапедијин чланак о раку дојке убацујући доказ који говори против тврдње Конзервапедије да је абортус главни узрок ове болести. Администратори конзервапедије су оспорили његову стручност и окончали дискусију.‍:3 Неколико уредника које су блокирали администратори Конзервапедије, међу којима је и Липсон, су основали други веб-сајт  да „анализирају и одбаце псеудонауку, антинаучни покрет и уврнуте идеје“, као и да „изврше истраживање о ауторитаризму и фундаментализму, као и њиховом третману у медијима“.
Одавде чланови овој сајта нагледају Конзервапедију, посебно преко странице Конзервапедија:Шта се дешава на КП?, и повремено учествују у вандалским нападима на Конзервапедију.‍:3 Чланови RationalWiki-ја, као и друге особе су вандализовали Конзервапедију убацујући нетачности, порнографске слике и сатиру.‍:4

## Пародије
Конзервапедија је чест предмет пародија и исмијавања у медијима и на интернету. Неколико вики енциклопедија је настало као реакција на појаву конзервапедије. Неке од њих су основане како би критиковале конзервапедију и псеудонаучни покрет, док су друге основане као пародија на конзервапедију и садрже обиље хумора. Енциклопедије које су настале као пародија на конзервапедију су liberapedia и Conservapaedia. Осим тога RationalWiki има велики број чланака и текстова о конзервапедији који су написани хумористичким језиком. Неки од њих су Конзервапедија:Водич за почетнике, Конзервапедија:Илустровани водич, Конзервапедија:Најбоље од конзервапедије, Конзервапедија:Микс чланака и други. 

## Блокирања
Администратори конзервапедије обилно користе могућност блокирања корисника, како регистрованих, тако и анонимних корисника па и читавих ИП блокова. Конзервапедија је крајем маја 2011. имала преко 39.500 регистрованих корисника од чега је преко 14.000 било блокирано на бесконачно, што је више од 35% од укупног броја регистрованих корисника. Такође је било бесконачно блокирано више од 250 различитих ИП опсега. Оваква блокирања су често последица масовних вандализама, али се неријетко блокирају корисници који изразе и најмање неслагање са Шлафлијем. У исто вријеме конзервапедија је имала 13 чекјузера и 32 администратора.